# Мао Фейлян
Мао Фейлян (30 липня 1993) — китайський плавець. Учасник літніх Олімпійських ігор 2016, де у своєму півфіналі на дистанції 200 метрів брасом посів 5-те місце і не вийшов до фіналу.